# 幕が下りたら会いましょう
『幕が下りたら会いましょう』（まくがおりたらあいましょう）は、2021年11月26日に公開された日本映画。監督は前田聖来、主演は本作が映画単独初主演となる松井玲奈。
美容室で働きながら劇団の主宰を務める女性が、妹の死を機に様々な人々との出会いと再会を経て、自分自身と向き合う姿を描く。

## キャスト
- 斎藤麻奈美：松井玲奈
- 斎藤尚：筧美和子[3][4]
- 斎藤京子：しゅはまはるみ[3][4]
- 水淵早苗：日高七海[5]
- 三橋ほのか：江野沢愛美[5]
- 新山隼人：木口健太[5]
- 春香：大塚萌香（新人）[5]
- 星野：目次立樹[5]
- 古賀：安倍乙[5]
- 松尾：亀田侑樹[5]
- 永井：山中志歩[5]
- 坂口：田中爽一郎[5]
- 望月結衣：hibiki（lol -エルオーエル-）[5]
- 横山：篠原悠伸[5]
- 木下：大高洋子[5]
- 篠原：里内伽奈[5]
- 邦子：濱田のり子[5]
- 雄介：藤田秀世[5]
- 荒川：出口亜梨沙[5]
- 女将：丘みどり（友情出演）[5]
- 権田幸平：袴田吉彦[5]

## スタッフ
- 監督：前田聖来
- 脚本：大野大輔、前田聖来[1][6]
- 音楽：池永正二[1][5][6]
- 主題歌：JamFlavor「CRY〜戻りたい夜を〜」 (avex infinity)[3][4]
- 撮影：春木康輔[5][6]
- 照明：本間光平[5][6]
- 録音：吉方淳二[5]
- 美術・メインビジュアル：柴崎まどか[5][6]
- スタイリスト：小宮山芽以[5][6]
- ヘアメイク：安藤メイ[5][6]
- 編集：小西智香[5][6]
- 脚本協力：川原杏奈[5][6]
- 劇中戯曲：愛里[5][6]
- 振付：櫻井香純[6]
- エグゼクティヴ・プロデューサー：高木雅共[1][5][6]
- プロデューサー：猪野秀碧、岡田康弘、細見将志、田中佐知彦[1][5][6]
- 企画：直井卓俊[1][5][6]
- 後援：オニツカタイガー、スギ薬局、URIAGE EAU THERMALE、MKタクシー、アパマンショップ、アイセイ、ラヴィジュール、ショップジャパン、AcureZ、C&G銀座クリニック、日成アドバンス、アイ・トラストグループ、アクティブ8 AMINO 2000、VARM、宮交シティ、アエックス
- 制作協力：Ippo[1][6]
- 配給：SPOTTED PRODUCTIONS[1][5][6]
- 製作・宣伝：エイベックス・エンタテインメント[1][5][6]